# Затрубичье
Затрубичье — деревня в Волошовском сельском поселении Лужского района Ленинградской области.

## История
Усадище Затрубичье в Бельском погосте Новгородского уезда по переписи 1710 года принадлежало Ивану Антиповичу Рябинину, в усадьбе был помещичий двор, где жили трое дворян и один дворовый человек и один крестьянский двор, где жили 3 человека мужского и 3 человека женского пола.
Деревня Затрубичье упоминается на карте Санкт-Петербургской губернии Ф. Ф. Шуберта 1834 года.

ЗАТРУБИЧЬЕ — деревня принадлежит генерал-адъютантше Софье Храповицкой, число жителей по ревизии: 28 м. п., 31 ж. п. (1838 год)

Под названием Затрубичь деревня отмечена на карте профессора С. С. Куторги 1852 года.

ЗАТРУБИЧЬЕ — деревня госпожи Храповицкой, по просёлочной дороге, число дворов — 6, число душ — 25 м. п. (1856 год)

ЗАТРУБИЧЬЕ (ГОРНЕЧНО) — деревня, число жителей по X-ой ревизии 1857 года: 26 м. п., 27 ж. п.

ЗАТРУБИЧЬЕ — деревня владельческая при ключе, число дворов — 6, число жителей: 25 м. п., 25 ж. п. (1862 год)

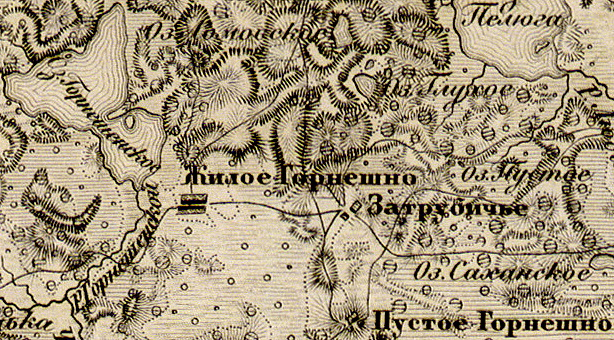
Деревня Затрубичье на карте 1863 года

ЗАТРУБИЧЬЕ (ГОРНЕЧНО) — деревня Горнешенского общества Бельско-Сяберской волости, согласно подворной описи 1882 года:

домов — 12, душевых наделов — 26, семей — 10, число жителей — 31 м. п., 26 ж. п.; разряд крестьян — временнообязанные

В XIX — начале XX века деревня административно относилась к Бельско-Сяберской волости 4-го земского участка 2-го стана Лужского уезда Санкт-Петербургской губернии.
По данным «Памятной книжки Санкт-Петербургской губернии» за 1905 год деревня Затрубичье входила в Горнешенское сельское общество.
С 1917 по 1927 год деревня находилась в составе Горнешенского сельсовета Бельско-Сяберской волости Лужского уезда.
С августа 1927 года, в составе Лужского района.
С ноября 1928 года, в составе Вердужского сельсовета.
По данным 1933 года деревня Затрубичье входила в состав Вердушского сельсовета Лужского района.
C 1 августа 1941 года по 31 января 1944 года деревня находилась в оккупации.
В 1965 году население деревни составляло 100 человек.
По данным 1966 и 1973 годов деревня Затрубичье входила в состав Вердужского сельсовета.
По данным 1990 года деревня Затрубичье входила в состав Волошовского сельсовета.
В 1997 году в деревне Затрубичье Волошовской волости проживали 18 человек, в 2002 году — также 18 человек (все русские).
В 2007 году в деревне Затрубичье Волошовского СП проживал 21 человек.

## География
Деревня расположена в западной части района на автодороге 41К-145 (Ретюнь — Сара-Лог).
Расстояние до административного центра поселения — 11 км.
Расстояние до ближайшей железнодорожной станции Серебрянка — 67 км.

## Демография
| 1710 | 1838 | 1862 | 1965 | 1997 | 2007 | 2010 |
| ---- | ---- | ---- | ---- | ---- | ---- | ---- |
| 10   | ↗59  | ↘50  | ↗100 | ↘18  | ↗21  | ↘18  |
| 2017 |      |      |      |      |      |      |
| ↘12  |      |      |      |      |      |      |